# 萨希布根杰县
萨希布根杰县（Sahebganj district）是印度的一個縣，位於該國東部，由賈坎德邦負責管轄，面積1,599平方公里，識字率為53.73%，2011年人口1,150,038，人口密度每平方公里719人。

## 外部連結
- Official district government website （页面存档备份，存于）
- （页面存档备份，存于） List of places in Sahebganj